# Krajevna skupnost Gorica
Krajevna skupnost Gorica je ena izmed slovenskih krajevnih skupnosti. Ima 67 gospodinjstev z nekaj več, kot 300 prebivalci. Njen sedež je v vasi Gorica v Občini Puconci.